# Aeroportul Bade
Aeroportul Bade (IATA: BXD, ICAO: WAKE) este un aeroport din Papua⁠(d), Indonezia.
Situat la o altitudine de 22 m, aeroportul dispune de o singură pistă.